# Mars Polaris
Mars Polaris (podnaslov: Deep Space Highway to Red Rocks Pavilion) dvadeset i deveti je studijski album njemačkog elektroničkog glazbenog sastava Tangerine Dream. Diskografska kuća TDI objavila ga je u lipnju 1999. godine. Konceptualni je album čije je nadahnuće NASA-in sletač Mars Polar Lander; šest mjeseci nakon objave uratka misija je doživjela neuspjeh kad se sletač pogreškom zabio u planet.

## O albumu
Mars Polaris snimljen je u siječnju 1999. godine u studiju Eastgate Studios u Beču i Mariner Studios u Kaliforniji. Sastoji se od deset skladbi nadahnutih svemirskom misijom koja je počela 3. siječnja 1999. godine lansiranjem sletača Mars Polar Landera iz Cape Canaverala. Omot albuma i njegova knjižica sadrže detalje o toj misiji i karakteristikama planeta Marsa. Za taj se album skupina vratila skladanju duljih kompozicija – četiri skladbe na uratku traju gotovo 10 minuta, dok sam album traje 71 minutu.
Mars Polaris nekoliko je puta ponovno objavljen. Postoje dvije različite inačice: jedna iz 1999. pod imenom Mars Polaris - Original Motion Picture Space Reality Soundtrack, koja je objavljena ubrzo nakon izvornog albuma, a sadrži i pjesme koje su kasnije uvrštene na album Great Wall of China; reizdanje iz 2007. pod imenom Mars Mission Counter sadrži iste pjesme kao i prethodno navedena inačica, no od nje se razlikuje dizajnom.

## Popis pjesama
Glazba: Edgar Froese i Jerome Froese.
| 1.    | »Comet's Figure Head«        | 10:03 |
| 2.    | »Rim of Schiaparelli«        | 6:16  |
| 3.    | »Pilots of the Ether Belt«   | 10:16 |
| 4.    | »Deep Space Cruiser«         | 4:43  |
| 5.    | »Outland (The Colony)«       | 9:16  |
| 6.    | »Spiral Star Date (Level ♇)« | 6:13  |
| 7.    | »Mars Mission Counter«       | 5:45  |
| 8.    | »Astrophobia«                | 9:58  |
| 9.    | »Tharsis Maneuver«           | 4:32  |
| 10.   | »Dies Martis (TransMercury)« | 4:01  |
| 71:03 |                              |       |

## Recenzije
Keith Farley, glazbeni recenzent sa stranice AllMusic, dodijelio mu je četiri zvjezdice od njih pet i izjavio: "Tangerine Dream počeo je snimati albume iste godine kad je i lansirana letjelica za Mjesec, a trideset godina kasnije Edgar Froese i ekipa odlučili su posvetiti jedan album sljedećem koraku, potencijalnom dolasku čovjeka na Mars. Taj uradak, Mars Polaris, zvuči kao prilično točan umjetnički prikaz posjeta bespilotnog Mars Polar Landera Crvenom planetu (koji je ondje trebao stići krajem 1999.), iako evokativnoj atmosferi i efektima pripomažu jednako opisni naslovi kao što su "Mars Mission Counter", "Tharsis Maneuver", "The Silent Rock" i "Spiral Star Date"."
Liberi Fatali, glazbeni recenzent sa stranice Sputnikmusic, dodijelio mu je dva i pol boda od njih pet i izjavio: "Kad uspoređujemo rani materijal nadahnut svemirom s Mars Polarisom, moramo uzeti u obzir činjenicu da se [Tangerine Dream] tijekom 1970-ih koristio najnovijom tehnologijom i da je istraživao nove dimenzije elektroničkog zvuka. Mars Polaris ne pripada tim revolucionarnim standardima nego se prilagođava normi. Onima kojima se sviđa pionirski zvuk elektroničkog stila iz 1970-ih, Mars Polaris stoji u potpunoj suprotnosti s tim stilom jer se koristi već isprobanim zvukovima i idejama. Udaraljke uglavnom slijede primjer prethodnih uradaka Tangerine Dreama, a svemirsko sintesajzersko zvukovlje na Mars Polarisu zvuči preobično. Nažalost, Mars Polaris spada u dosadnu kategoriju prosječnog uratka. Trenutci čistog zadovoljstva, kao i jedinstvene strukture svake pjesme (koliko god da ih pokreće tematika), sprječavaju pad albuma ispod prosječne ocjene. Taj se album može preporučiti samo strastvenim obožavateljima Tangerine Dreama ili posvećenim elitistima elektroničke glazbe: što je žalosno jer je uradak toliko toga obećavao, a ipak je podbacio, kao i brojni drugi albumi Tangerine Dreama iz 1990-ih."

## Zasluge
| Tangerine Dream - Edgar Froese – instrumenti, produkcija, miksanje, naslovnica - Jerome Froese – instrumenti, miksanje, mastering | Ostalo osoblje - Peter Liendl – tonska obrada - Christian Gstettner – tonska obrada - Mark B. Sherman – tonska obrada |